# 飯塚智広
飯塚 智広（いいづか ともひろ、1975年9月28日 - ）は、千葉県鎌ケ谷市出身の社会人野球選手・コーチ・監督（外野手）。左投左打。

## 経歴
二松学舎沼南高校から亜細亜大学に進学。高校では主戦投手として2年春の県大会優勝、夏も県大会決勝に進出、のちに甲子園で準優勝する拓大紅陵に1-2で敗退した。3年春も県大会準優勝で2年連続で春季関東大会に出場。大学で外野手に転向し、井端弘和とともに1・2番を打った。東芝の安田真範とは高校でバッテリーを組み、大学でも同期生である。東都大学リーグ1部リーグ通算80試合出場、272打数79安打、打率.290、3本塁打、37打点。ベストナイン2回。2年春のみ2部リーグで12試合出場、47打数22安打、打率.468、0本塁打、8打点で首位打者。
大学卒業後の1998年に大学の先輩・沖原佳典がいたNTT関東に入社、日本選手権ではチームの初優勝に貢献して優秀選手となる。翌年からはNTTグループの組織再編によりNTT東日本に転籍すると2番・センターでレギュラーに定着、クリーンアップにつなぐ役回りに徹していた。
入社1年目から国際大会の日本代表として選出され、2000年にはシドニー五輪の日本代表としてプレーした。また、身長163cmと小柄ながらパワーもあり、都市対抗野球大会をはじめとする公式大会でしばしばホームランを打っていた。
2007年には自チームでの都市対抗野球本大会出場は逃したものの、セガサミーの補強選手に選出され、本大会10年連続出場を果たしたが、同年限りで現役を引退。
引退後の2008年に社業に就いた後、翌2009年からコーチとして現場復帰し、2014年には監督に昇格。2017年には第88回都市対抗野球大会でチームを優勝に導いた。2021年12月の第92回都市対抗野球大会（準決勝進出）を最後に監督を退任した。
2022年よりNHKの高校野球解説者に就任した。
2023年8月1日付で母校の亜細亜大学硬式野球部の外部コーチに野球部同期の井端弘和と共に就任。

## 詳細情報

### 表彰
- 都市対抗野球本大会10年連続出場（2007）

### 代表歴
- 第13回アジア競技大会（1998）
- 四カ国対抗戦（1999年5月）
- アジア選手権大会（1999）
- 日本・キューバシドニー五輪壮行試合（2000）
- シドニーオリンピック野球日本代表（2000）

## 著書
- 『こどもスポーツ練習Q&A やってみよう野球』ベースボール・マガジン社、2024年3月5日、ISBN 978-4-583-11487-3
- 『野球IQを磨け! 勝利に近づく“観察眼”』ベースボール・マガジン社、2024年7月3日、ISBN 978-4-583-11703-4